# Cime tempestose (miniserie televisiva 1956)
Cime tempestose è uno sceneggiato televisivo prodotto dalla Rai nel 1956.
Tratto dall'omonimo romanzo di Emily Brontë (Wuthering Heights il titolo originale in lingua inglese del lavoro letterario) e girato in bianco e nero, fu trasmesso sul Programma Nazionale in quattro puntate, la domenica sera alle ore 21, dal 12 febbraio al 4 marzo.
La regia era affidata a Mario Landi, che curò assieme a Leopoldo Trieste la sceneggiatura, mentre la traduzione era dovuta ad Enrico Piceni.

## Cast
Del cast facevano parte Massimo Girotti, nel ruolo del protagonista Heathcliff, e Anna Maria Ferrero nel doppio ruolo della coprotagonista Catherina e della figlia Cathe.
Altri componenti del cast erano:
- Roberto Bruni (il fattore)
- Carlo Duse (signor Earnshaw)
- Renato Navarrini (signor Linton)
- Gianni Partanna (un signore)
- Anna Rita Pasanisi (Isabella)
- Amalia Pellegrini (una vecchietta)
- Giuliano Persico (un giovanotto)
- Sandro Pistolini (Edgar)
- Franco Ressel (Robert)
- Mario Righetti (il Pastore)
- Aleardo Ward (un uomo)

## Le musiche di Pomeranz
Lo sceneggiato - il terzo prodotto e trasmesso dalla RAI (a quel tempo al suo terzo anno di attività) dopo Il dottor Antonio del 1954 e Piccole donne del 1955 - è ricordato anche per le musiche di sottofondo del compositore Giuliano Pomeranz, che bene sostenevano il clima cupo del racconto fino a raggiungere - secondo quanto riporta l'Enciclopedia della televisione "esiti onomatopeitici, simulando l'ululato del vento nella brughiera, grande protagonista del romanzo inglese".
In realtà, il lavoro televisivo era sufficientemente aderente al racconto originale, anche se alcune riprese in esterni portavano in prossimità di una spiaggia di mare, circostanza che non figura nel romanzo di Brontë.

## Il successo dello sceneggiato ed ilremake
Il successo fatto registrare dallo sceneggiato durante il primo passaggio televisivo indusse la RAI a metterne in onda le repliche dal 31 luglio al 21 agosto dello stesso anno.
Dello sceneggiato del 1956 è stato fatto un remake nel 2004 con la miniserie Cime tempestose andata in onda in due puntate su Rai Uno per la regia di Fabrizio Costa e l'interpretazione di Alessio Boni ed Anita Caprioli nei ruoli principali di Heathcliff e Catherine.